# Fortalesa de San Paio de Narla
La Fortalesa de San Paio de Narla o Torre de Xiá és una antiga construcció del segle xii - XIII a la petita localitat de Xiá (Friol, Província de Lugo). Aquesta edificació medieval ha patit diferents restauracions. Des de l'any 1983 forma part del Museu etnogràfic de Lugo. L'any 1994 va ser declarada bé d'interès cultural i s'ha inclòs en els monuments que formen part del patrimoni històric espanyol. La fortalesa va ser propietat de diverses famílies: Ulloa, Seixas, Ordoñez. A l'interior de l'edifici hi ha diferents emblemes d'aquestes famílies. Aquest edifici està lligat a diferents llegendes i històries d'amor, que tenen relació amb la zona de la Cova da Serpe (Xiá, Friol, Lugo).
La Fortalesa fou construïda sobre un antic "castro". La seva primera construcció es va realitzar entre els segles XII - XIII. L'actual edificació es correspon a diferents restauracions realitzades entre els segles XVI- XVIII. Aquestes restauracions es porten a terme després de les Revoltes Irmandinyes que es van produir durant el segle xv. L'Edifici presenta tres cossos: Torre de l'homenatge, un espai central de forma rectangular i una torre. A la part exterior hi ha una capella del segle xviii. La Fortalesa consta de dues plantes. A la planta baixa hi ha la cuina, el saló, el menjador i les habitacions. A la planta alta hi ha el pati i les cavallerisses.